# 25. Színház
A 25. Színház Budapesten 1970 és 1978 között működött.

## Története
A 25.-et, az első hivatalosan engedélyezett magyar alternatív színházat Gyurkó László író, Szigeti Károly koreográfus és Berek Kati színésznő alapította 1970-ben. 1978-ban összevonták a Déryné Színházzal Népszinház néven, és a társulat megkapta a felújított Várszínházat.
1991-től Budapesti Kamaraszínházként működött tovább.
A „hivatásosnak amatőr, amatőrnek hivatásos” rendhagyó társulatnak nem volt saját épülete, a Magyar Újságírók Országos Szövetsége székházának emeletén székelt. Nem volt előadása minden nap. A színházi évadon kívül előadásokat tartottak olyan helyeken, falvakban, tanyaközpontokban, ahol a közönség nem, vagy csak ritkán látott színielőadásokat. A társulatnak mind diplomás, mind Színművészeti Főiskolát nem végzett tagjai voltak, a darabok egy részét többen rendezték, és bár államilag finanszírozott intézmény volt, előadásaiknak naiv, romantikus forradalmi stílusban, a fennálló szocialista rendszer jobbítása volt a célja.
Fiatalos színháznak indult; a színészek és a törzsközönség is zömmel huszonévesek voltak, akik magukénak érezték a színházat, akárcsak az abban az időben induló vagy felfutó modern zenei együtteseket. A valódi amatőr társulatok, mint pl. a Halászék, az Orfeo, a Manézs, a Szegedi Egyetemi Színpad, és az Universitas időközben felbomlottak. Gyanakvással töltötte el a közvéleményt az az ellentmondás, amely az állampárt által legalizált másként gondolkodás és a színházi másság képviselete között feszült.

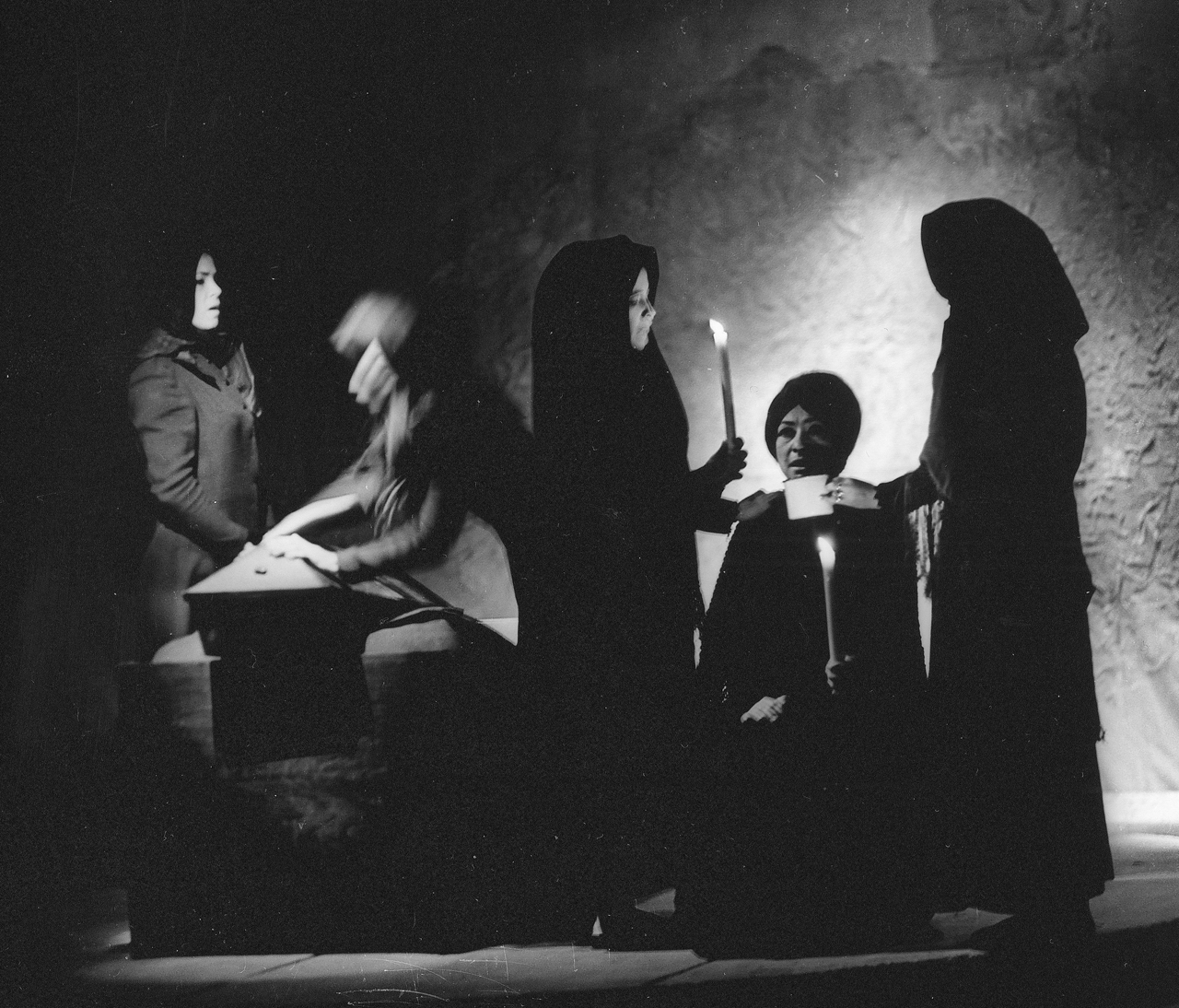
A Gyász egyik jelenete, 1971-ben

Fennállása nyolc éve alatt olyan előadások fémjelezték, mint a Németh László regényébôl készült Gyász, Berek Kati főszereplésével, Horváth Jenő rendezésében a Szokratész védőbeszéde, amelyben Haumann Péternek sikerült immár a fővárosban is gyökeret vernie, a Tou-O igaztalan halála, amelynek címszerepét a tragikus sorsú Jobba Gabi játszotta, a Fényes szelek és a Vörös zsoltár című Jancsó Miklós-filmek színpadi verziója, amelyeket maga Jancsó állított – rituális formában – színpadra, Hernádi Gyula Utópiája, Fekete Sándornak a francia forradalom egy szakaszát megjelenítő Hőség hava című darabja, Gyurkó Lászlónak a Nemzeti Színházban már sikerrel játszott Szerelmem, Elektrája, a szintén Gyurkó-darab A búsképû lovag, amelybôl Jordán Tamás és Zala Márk alakítása, illetve Koós Iván színpadképe volt emlékezetes, Arthur Kopit Indiánok címû drámája, az addig nálunk ismeretlen Szuhovo-Kobilin színdarabja, a Raszpljuljev nagy napja, Fejes Endre Cserepes Margit házassága Törőcsik Mari főszereplésével, Cseh Tamás és Sebő Ferenc dalestjei és a M-A-D-Á-C-H című rendhagyó előadás, 1974-ben.

## Művészek
- Andaházy Margit
- András Kati
- Nagy Sándor Tamás
- Bajcsay Mária
- Balog Judit
- Balogh Tamás
- Bangó Géza
- Berek Kati
- Berger Gyula
- Bécsi István
- Bor Adrienne
- Bókkon Gábor
- Budavári Sándor
- Burulitisz Dimitrisz
- Burulitisz Apostolisz
- Császár Anikó
- Cseh Tamás
- Cserhalmi Erzsébet
- Cserje Zsuzsa
- Csikos Gábor
- Csillag Vera
- Eri Péter
- Eszes Sándor
- Dózsa Erzsébet
- Florosz Anasztaszisz
- Fodré Erika
- Foltin Jolán
- Földessy Margit
- Fuchs Lívia
- Galán Géza
- Galkó Balázs
- Geréb Attila
- Gergely László
- Gervay András
- Györgyfalvay Katalin
- Halmos Béla
- Haumann Péter
- Hidvégi Mária
- Hodu József
- Horváth János
- Iglódi István
- Iszlay Emese
- Jeney István
- Jobba Gabi
- Jordán Tamás
- Kecskeméti Gábor
- Kim Bori
- Kiss Zsuzsa
- Koltay Gergely
- Kristóf Tibor
- Kutschera Éva
- Lázár Kati
- Máday György
- Marsek Gabi
- Márta István
- Molnár Ernő
- Molnár Lajos
- Moravetz Levente
- Nagy Bálint
- Nagy Zoltán
- Németh Judit
- Novák János
- Oros Zsuzsa
- Papadimitriu Athina
- Papadimitriu Grigorisz
- Pethő Sándor
- Popov István
- Pelsőczy László
- Répássy András
- Réti Gabi
- Sebő Ferenc
- Seiler Tibor
- Soltis Lajos
- Somody Kálmán
- Szendrő Iván
- Szécsényi Anikó
- Szigeti András
- Szigeti Károly
- Sztankovics Béla
- Takács Imre
- Tardy Balázs
- Teszáry Judit
- Thirring Viola
- Tolnai Miklós
- Tóth Éva
- Udvaros Dorottya
- Usztics Mátyás
- Varga Mária
- Varga Tamás
- Verebes István
- Vidák István
- Wéber Edit
- Wohlmuth István
- Zala Márk
- Zala Szilárd

## Vendégművészek
- Garas Dezső
- Gera Zoltán
- Sándor György
- Törőcsik Mari

## Előadások
- Németh László: Gyász  (1970. október 15.)
- Platón: Szokratész védőbeszéde (1970. október 28.)
- Kuan Han-Csing Tou: O igaztalan halála (1971. február 27.)
- Hernádi Gyula - Jancsó Miklós: Fényes szelek (1971. november 25.)
- Fekete Sándor Hőség hava - Kollektív nyomozás és ítélkezés történelmi /?/ ügyben, avagy a közszereplés rövid tanfolyama két külön részben (1972. február 25.)
- Gyurkó László: Szerelmem Elektra (1972. április 28.)
- Sebő Ferenc: Síppal, dobbal, nádihegedűvel (1972. május 18.)
- Gyurkó László: A búsképű lovag, Don Quijote de la Mancha szörnyűséges kalandjai és gyönyörűszép halála (1973. január 18.)
- Hernádi Gyula: Utópia  (1973. április 26.)
- Hernádi Gyula - Jancsó Miklós: Vörös zsoltár (1973. október 11.)
- M-A-D-Á-C-H (1974. március 7.)
- Tombol a Hold (1974. december 5.) (Tolnai Miklós estje)
- Bereményi Géza: A DAL nélkül (1974. december 6.) (Cseh Tamás estje)
- Alekszandr Vasziljevics Szuhovo-Kobilin: Raszpljujev nagy napja (1975. január 9.)
- François Villon: Egy csavargó Párizsból (1975. január 19.)
- Gyurkó László: Kőmíves Kelemenné balladája (1975. március 12.)
- Lovagkor vége (1975. május 15.)
- Örkény István - Molière: Zsugori uram telhetetlen, fösvény ember (1975. szeptember 23.)
- Kurt Bartsch: A has (1975. november 20.)
- Sándor György: Egyvégtére két vágta (1975. december 27.)
- Petőfi Sándor: 'Petőfi-perben' (1976. március 19.)
- William Shakespeare: Lear király (1976. április 18.)
- Fejes Endre: Cserepes Margit házassága (1976. október 14.)
- Arthur Kopit: Indiánok (1977. április 7.)